# Kogaku
Les Ko-gaku (古学, littéralement « études anciennes ») est un courant du confucianisme japonais apparu lors de la période d'Edo. Il entend rompre avec le néoconfucianisme populaire à cette époque. 
Sa doctrine soutient que les lettrés chinois à l'origine du néoconfucianisme, Zhu Xi et Wang Yangming, sont trop influencés par le bouddhisme et le taoïsme. Un retour aux textes d'origines, ceux rédigés par Confucius, Mencius, et le Duc de Zhou est selon eux indispensable pour comprendre l'essence du confucianisme.

## Sources